# Degeto Film GmbH
Дегето-Фильм (Degeto Film GmbH, сокр. от «Deutsche Gesellschaft für Ton und Bild» — букв. «Немецкая компания звука и изображения») — общество с ограниченной ответственностью во Франкфурте-на-Майне, осуществляющее заказ производства фильмов, телефильмов и телесериалов для вещательных организаций земель Германии. Основано в 1928 году. До 1942 года называлась «Дегето-Культурфильм» (Degeto-Kulturfilm G.m.b.H).

## Владельцы
- (в 1952-1929 гг)
  - Гессенское радио
- (с 1959 до 1990 гг.)
  - Баварское радио
  - Гессенское радио
  - Западно-Германское радио
  - Радио Бремена
  - Радиостанция Свободного Берлина
  - Саарландское радио
  - Северо-Германское радио
  - Юго-Западное радио
  - Южно-Германское радио
- (с 1990-х гг.):
  - Общество с ограниченной ответственностью «ВДР Медиа Груп»
  - Общество с ограниченной ответственностью «СВР Медиа Сервис»
  - Общество с ограниченной ответственностью «НДР Медиа»
  - Общество с ограниченной ответственностью «БР Медиа»
  - Общество с ограниченной ответственностью «МДР Медиа»
  - Гессенское радио
  - Общество с ограниченной ответственностью «РББ Медиа»
  - Общество с ограниченной ответственностью «СР Медиа»
  - Общество с ограниченной ответственностью «Бремедиа»